# Wall ride

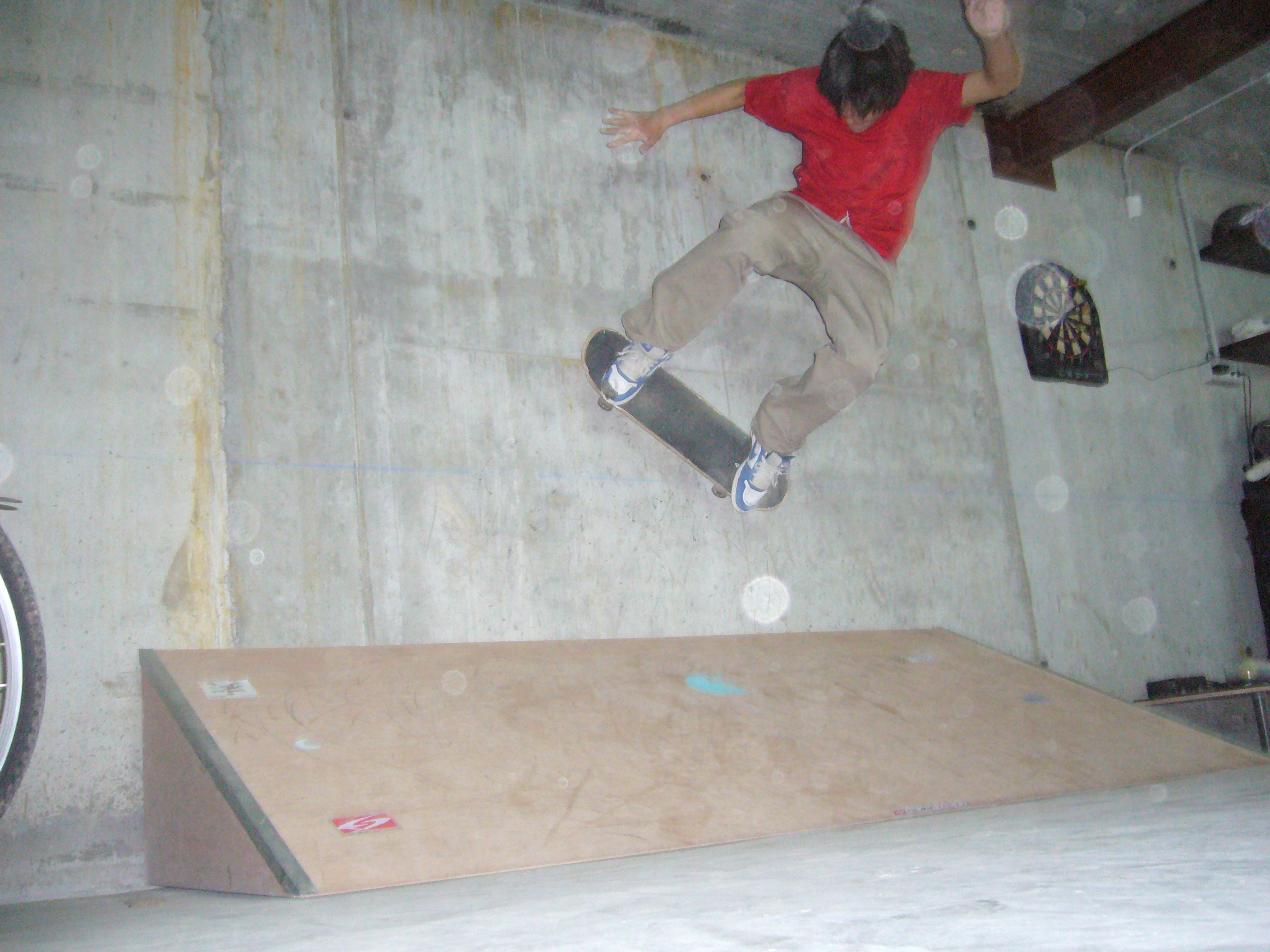

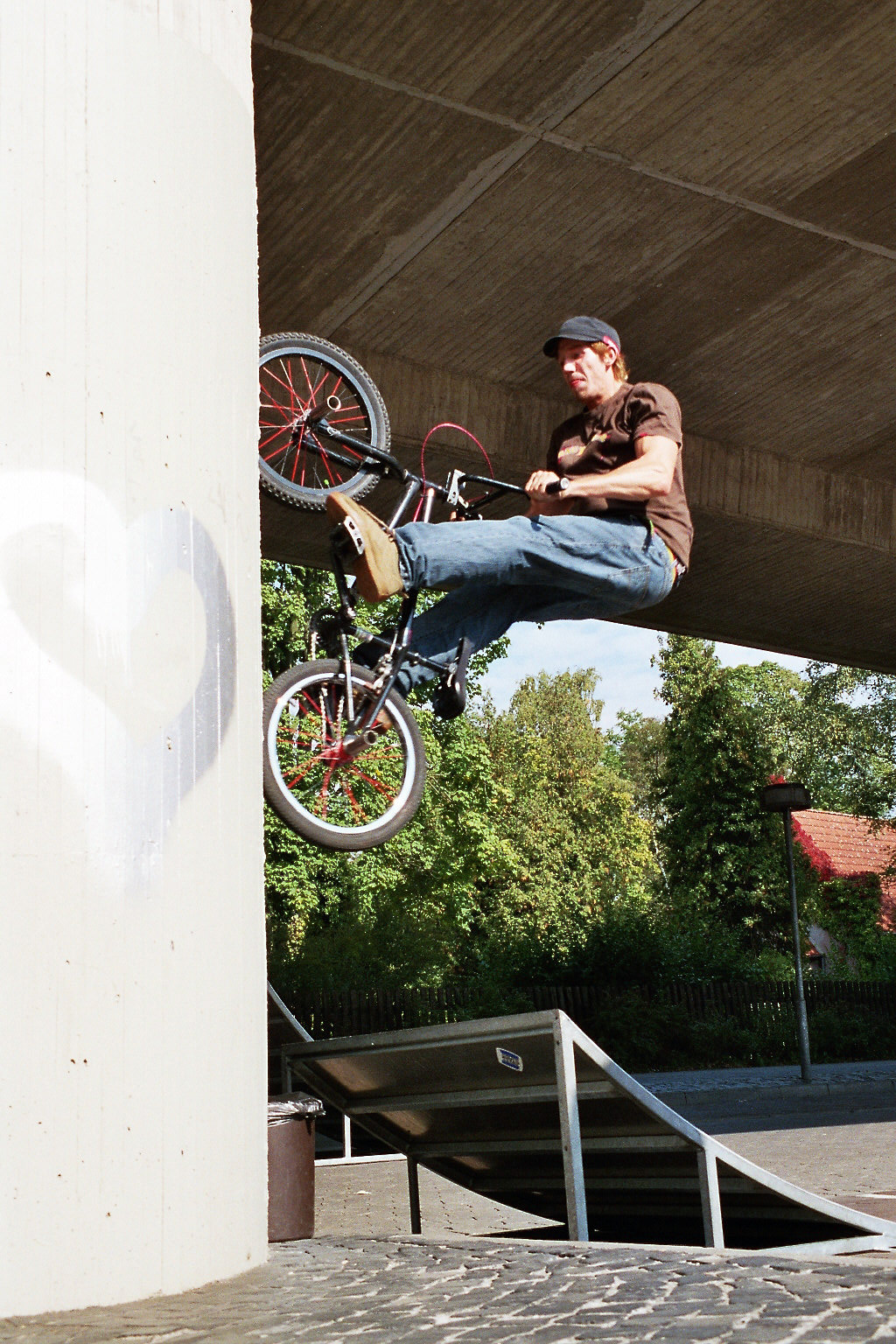

Le Wall rideest un trick de skateboard mis  au point par Natas Kaupas.

## Définition
Littéralement : wall =mur, ride =chevaucher. La figure consiste à se servir d’un mur comme on peut le faire avec un quarter-pipe, une rampe, un plan incliné, simplement en flat ou autre.
Soit en front-side (on tourne vers l’avant),  soit en back-side (on tourne vers l’arrière).
Les premiers « Wallwalk », prémices du wall ride s'effectuaient  départ skate en main avec prise d’élan a pied, saut, puis réception  sur le mur. La couverture du magazine Thrasher de septembre 1984 en est le premier exemple.
Cette figure s’est déclinée depuis dans d’autres sports, notamment le B.M.X. ou le Snowboard.